# Клюси (Корюківський район)
Клюси́ — село в Україні, у Сновській міській громаді Корюківського району Чернігівської області. Населення становить 286 осіб. До 2016 орган місцевого самоврядування — Клюсівська сільська рада.

## Географія
Поблизу села виявлені пізньопалеолітична стоянка (40-20 тис.років до н. е.), три поселення епохи бронзи (5-2 тис.до н. е.), рудня (XVII—XVIII ст.).
У селі річка Живода впадає у річку Цяту, праву притоу Снові.

## Історія
15 вересня 1656 року, під час перебування Богдана Хмельницького у гетьманській столиці — Чигирині, був виданий універсал, за яким села Горськ, Клюси, Жовідь стали власністю Лаврентія Борозни.
В кінці серпня — на початку вересня 1942 року нацистські окупанти спалили 200 дворів села, загинув 131 житель.
12 червня 2020 року, відповідно до розпорядження Кабінету Міністрів України № 730-р «Про визначення адміністративних центрів та затвердження територій територіальних громад Чернігівської області», увійшло до складу Сновської міської громади.
19 липня 2020 року, в результаті адміністративно-територіальної реформи та ліквідації Сновського району, село увійшло до складу Корюківського району.
4 липня 2023 року російські терористи 10 разів відкривали вогонь у бік Чернігівщини. Стріляли із мінометів, САУ та «градів». Всього нарахували майже 110 вибухів. Під вогнем була територія біля сіл Ясна Поляна, Гремʼяч, Буда Воробʼївська, Михальчина Слобода Новгород-Сіверської громади, сіл Зоря, Карповичі, Тимоновичі, Семенівської громади, а також сіл Містки та Клюси Сновської громади.
29 квітня 2024 року російські війська обстріляли села у прикордонних громадах Чернігівщини. Вогонь вели з мінометів, безпілотників та літака. У напрямку села зафіксовано дев'ять приходів ймовірно, з міномета калібру 120 мм.

## Населення

### Мова
Розподіл населення за рідною мовою за даними перепису 2001 року:
| Мова       | Кількість | Відсоток |
| ---------- | --------- | -------- |
| українська | 256       | 89.51%   |
| російська  | 29        | 10.14%   |
| білоруська | 1         | 0.35%    |
| Усього     | 286       | 100%     |

## Відомі люди
- Аверченко Сергій Миколайович — український політик, Народний депутат України.